# وامبرک
وامبرک (به چکی: Vamberk) یک منطقهٔ مسکونی و شهرستان دارای شهرک سابقاً روستا در جمهوری چک است که در شهرستان ریخنوف ناد کنیژنوو واقع شده‌است.
 وامبرک  ۴٬۷۶۱ نفر جمعیت دارد.